# NGC 1797
NGC 1797 ist eine Spiralgalaxie vom Hubble-Typ Sa mit ausgedehnten Sternentstehungsgebieten im  Sternbild Eridanus am Südsternhimmel.  Sie ist schätzungsweise 194 Millionen Lichtjahre von der Milchstraße entfernt und hat einen Durchmesser von etwa 95.000 Lichtjahren. Vermutlich bildet sie mit NGC 1799 ein gravitativ gebundenes Galaxienpaar.
Das Objekt wurde am 13. Februar 1887 von Lewis Swift entdeckt.